# Polacca in Fa diesis minore
La Polacca in Fa diesis minore op. 44 è una composizione di Fryderyk Chopin scritta nel 1841.

## Storia
Nel 1841, durante la sua seconda estate passata a Nohant nella residenza estiva di George Sand, Chopin scrisse molte composizioni fra cui la Tarantella, il Notturno in Fa diesis minore, il Preludio op. 45 e terminò la Ballata in La bemolle maggiore. I periodi passati in campagna giovavano non solo alla salute del compositore, ma, nella tranquillità, gli davano la possibilità di comporre meglio e con più calma; riusciva anche a terminare ciò che aveva abbozzato durante l'inverno a Parigi. Anche la Polacca op. 44 venne scritta durante quel soggiorno, ma in un clima più teso del normale poiché il compositore era in ansia per il ritardo nella consegna di un nuovo pianoforte che aveva ordinato, come sempre, a Pleyel. Completò la nuova Polonaise il 25 agosto, data in cui il musicista scrisse all'editore Mechetti di Vienna comunicandogli di avere la partitura manoscritta di una nuova composizione «una specie di Fantasia in forma di Polacca che chiamerò Polacca» E proprio come Polacca op. 44 venne stampata dall'editore viennese nel novembre di quell'anno.
Il brano è di  difficile esecuzione e se ne accorsero subito i critici appena l'opera venne pubblicata, la Rivista di Fétis scrisse: «la Polacca in Fa diesis minore è un brano [...] tutt'altro che facile. Esige una potenza, una perfezione di esecuzione poco comuni»

## Analisi

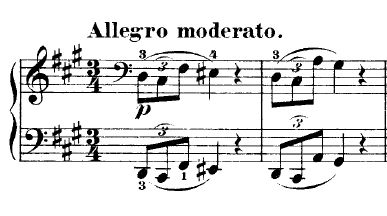
Prime battute della Polacca in Fa diesis minore

Chopin aveva una concezione ben precisa sulla struttura della Polacca: Introduzione, due temi, un Trio, anch'esso scritto su due temi, ripresa e talvolta una Coda finale. Il fatto di aver realizzato una nuova composizione dall'architettura più ampia e con sezioni diverse da quelle tradizionali, lo avevano inizialmente indotto a non chiamare Polacca questo lavoro, ma forse Fantasia, come risulta dai suoi dubbi nella lettera all'editore. Quello che aveva mosso una perplessità al compositore sul come chiamare il suo lavoro era proprio l'ampliamento della struttura, l'opera non risultava più divisa in tre sezioni tradizionali, ma in quattro con una nuova parte ritmica molto lunga, inoltre i temi erano seguiti da numerose varianti; infine il Trio era in realtà una Mazurca, non più al ritmo di Polacca.
La composizione, una delle più complesse, da un punto di vista espressivo, scritte da Chopin, pare sia stata ispirata dal ricordo della battaglia di Grochów del 1831 svoltasi durante la Rivolta di novembre. Il compositore aveva ancor vivo nella mente l'impegno e il coraggio dell'esercito polacco che riuscì a salvare Varsavia, fermando i russi sulle rive della Vistola. In ogni sua parte la Polacca riflette i ricordi e i sentimenti provati dall'autore; è un'opera che si avvicina infatti all'op. 40 n. 1 per la perentorietà e l'aspetto marziale nati dal ricordo della grandezza militare polacca. La composizione, però, è sì maestosa, ma più oscura, tanto che Liszt scrisse: «Il motivo principale ha un tono sinistro, come il momento che precede l'uragano. L'orecchio crede di cogliere esclamazioni esasperate, una sfida lanciata a tutti gli elementi».
Le novità introdotte da Chopin sono diverse; dopo circa settanta battute una parte totalmente nuova, definita da Belotti "intermezzo", presenta un carattere pienamente ritmico, che ricorda suoni militari, trombe e tamburi, in un'espressione ostinata e marziale. Per un momento ricompare il tema principale della Polacca per poi passare, improvvisamente, dall'andamento cupo e burrascoso alla maliconia e alla dolcezza di una Mazurca. Precedentemente il compositore polacco Karol Kurpiński aveva già inserito in una sua Polacca una Mazurca, ma l'intento era solo quello di esaltare le due danze tipiche della sua terra. Nell'op. 44 Chopin riesce invece a rievocare la Polonia nei due aspetti che serbava nel suo animo, la parte gloriosa ed eroica della Polacca e quella dei sentimenti personali, poetici e malinconici nella Mazurca. Proprio nel repentino passaggio dal momento concitato a quello idilliaco sta la grande difficoltà interpretativa di questa Polacca.
Dalla Mazurca si ritorna quindi a un clima più eroico e il musicista lo realizza con uno dei suoi più mirabili esempi di transizione, unendo l'idea iniziale dell'Introduzione con alcuni momenti della Mazurca, spezzati da scale esatoniche, riuscendo in tal modo a realizzare un tutt'uno fra il Trio e la successiva Ripresa. Quest'ultima, piuttosto breve, si chiude con una Coda sommessa e malinconica con cui la Polacca va man mano spegnendosi fino al brusco accordo finale in fortissimo. 